# Hrabstwo Marion (Iowa)

Piramida wieku hrabstwa

Hrabstwo Marion – hrabstwo położone w USA w stanie Iowa z siedzibą w mieście Knoxville. Założone w 1845 roku.

## Miasta
- Bussey
- Hamilton
- Harvey
- Knoxville
- Marysville
- Melcher-Dallas
- Pella
- Pleasantville
- Swan

## Drogi główne
- Iowa Highway 5
- Iowa Highway 14
- Iowa Highway 92
- Iowa Highway 163
- Iowa Highway 316

## Sąsiednie hrabstwa
- Hrabstwo Jasper
- Hrabstwo Mahaska
- Hrabstwo Monroe
- Hrabstwo Lucas
- Hrabstwo Warren